# لیلی متین‌دفتری
لیلی متین دفتری (زاده ۱۳۱۵ در تهران – درگذشته ۱۳۸۶ در پاریس) نقاش ایرانیِ مقیم پاریس بود. وی از هنرمندان هنر نوگرا و معاصر ایران و از بنیان‌گذاران سبک نقاشی مینی‌مالیستی یا ساده‌گرایانه در ایران به حساب می‌رود. او دختر احمد متین‌دفتری، نخست‌وزیر ایران بود و تا پیش از انقلاب ۱۳۵۷ ایران، در حلقهٔ دوستان نزدیک فرح پهلوی قرار داشت.
او در فاصله سال‌های ۱۹۵۶ تا ۱۹۵۹ در مدرسهٔ هنر اسلید در یونیورسیتی کالج لندن و سپس در کالج هنر کامبرول تحصیل کرده بود و تا سال ۱۳۵۷ در دانشگاه تهران به مدت پنج سال مجسمه‌سازی درس داد. او دختر احمد متین‌دفتری، نخست‌وزیر سابق ایران، خواهر هدایت الله متین دفتری و نوه محمد مصدق، نخست‌وزیر سابق ایران بود. متین دفتری، علاقهٔ زیادی به مصاحبه با رسانه‌ها نداشت و این موجب شد تا نزد مردم، ناشناخته بماند.
لیلی گلستان، لیلی متین دفتری را از پیشگامان نقاشی زنان ایرانی می‌داند.